# Jona Lewie
Jona Lewie (John Lewis, 14 de marzo de 1947 en Southampton, Inglaterra) es un músico y compositor, popular por sus exitosos sencillos "You'll Always Find Me in the Kitchen at Parties" y "Stop the Cavalry". Ha lanzado seis álbumes hasta la fecha. A finales de los años sesenta hizo parte de la agrupación Brett Marvin and the Thunderbolts, con los que tuvo la oportunidad de abrir una presentación para Derek and the Dominos en 1971.

## Discografía

### Estudio
- Alias Jona Lewie (1975)
- On the Other Hand There's a Fist (1978)
- Gatecrasher (1980)
- Heart Skips Beat (1982)
- Optimistic (1993)
- Ukephoric: The London Ukulele Festival 2009 (2010)

### Sencillos
| Año  | Sencillos                                                         | Posición en listas | Posición en listas | Posición en listas | Posición en listas | Posición en listas | Posición en listas | Posición en listas | Posición en listas | Posición en listas | Posición en listas |
| Año  | Sencillos                                                         | UK                 | AU                 | AT                 | BE                 | SUI                | FR                 | ALE                | HOL                | NZ                 | SUE                |
| ---- | ----------------------------------------------------------------- | ------------------ | ------------------ | ------------------ | ------------------ | ------------------ | ------------------ | ------------------ | ------------------ | ------------------ | ------------------ |
| 1976 | "Cherry Ring"                                                     | –                  | –                  | –                  | –                  | –                  | –                  | –                  | –                  | –                  | –                  |
| 1978 | "The Baby, She's on the Street"                                   | –                  | –                  | –                  | –                  | –                  | –                  | –                  | –                  | –                  | –                  |
| 1978 | "Hallelujah Europa" (no se lanzó en el Reino Unido)               | –                  | –                  | –                  | –                  | –                  | –                  | –                  | –                  | –                  | –                  |
| 1979 | "God Bless Whoever Made You"                                      | –                  | –                  | –                  | –                  | –                  | –                  | –                  | –                  | –                  | –                  |
| 1980 | "You'll Always Find Me in the Kitchen at Parties"                 | 16                 | 21                 | 5                  | 22                 | –                  | –                  | 23                 | 30                 | 3                  | 7                  |
| 1980 | "Big Shot – Momentarily"                                          | –                  | –                  | –                  | –                  | –                  | –                  | 73                 | –                  | –                  | –                  |
| 1980 | "Stop the Cavalry" - BPI: Oro                                     | 3                  | 2                  | 1                  | 5                  | 4                  | 1                  | 2                  | 6                  | 3                  | 13                 |
| 1981 | "Louise (We Get It Right)"                                        | –                  | 2                  | 14                 | 22                 | –                  | 27                 | 30                 | –                  | 24                 | –                  |
| 1981 | "Shaggy Raggy"                                                    | –                  | –                  | –                  | –                  | –                  | –                  | –                  | –                  | –                  | –                  |
| 1981 | "Re-arranging the Deckchairs on the Titanic"                      | –                  | –                  | –                  | –                  | –                  | –                  | –                  | –                  | –                  | –                  |
| 1981 | "I Think I'll Get my Hair Cut"                                    | –                  | 71                 | –                  | –                  | –                  | –                  | –                  | –                  | –                  | –                  |
| 1983 | "Love Detonator"                                                  | –                  | –                  | –                  | –                  | –                  | –                  | –                  | –                  | –                  | –                  |
| 2007 | "Stop the Cavalry" (relanzamiento)                                | 48                 | –                  | –                  | –                  | –                  | –                  | –                  | –                  | –                  | –                  |
| 2010 | "You'll Always Find Me in the Kitchen at Parties" (relanzamiento) | 71                 | –                  | –                  | –                  | –                  | –                  | –                  | –                  | –                  | –                  |